# American Assassin
American Assassin (titulada Asesino: misión venganza en algunos países de Hispanoamérica) es una película de suspenso y acción de 2017 dirigida por Michael Cuesta y basada en la novela homónima de 2010 escrita por Vince Flynn. Es protagonizada por Dylan O'Brien, Michael Keaton, Sanaa Lathan, Shiva Negar y Taylor Kitsch, y su trama gira en torno a Mitch Rapp, un joven recluta de la CIA que ayuda a un veterano de la Guerra Fría a evitar el lanzamiento de una bomba en Oriente Medio. Estrenó oficialmente el 15 de septiembre de 2017 bajo la distribución de Lionsgate.
El filme fue duramente criticado por los expertos, teniendo una aprobación de solo el 34% en Rotten Tomatoes y con 45 puntos de 100 en Metacritic. Numerosos críticos lo describieron como «cliché», «sin sentido» y «aburrido». Sin embargo, la actuación general del elenco tuvo comentarios positivos, aunque hubo controversia sobre si O'Brien se adaptaba o no al personaje principal. Comercialmente, American Assassin se convirtió en el mayor éxito de CBS Films luego de recaudar $66 167 951 a nivel mundial, siendo dos veces su presupuesto.

## Reparto
- Dylan O'Brien como Mitch Rapp.
- Michael Keaton como Stan Hurley.
- Sanaa Lathan como Irene Kennedy.
- Shiva Negar como Annika.
- Taylor Kitsch como «Fantasma» (Ronnie).
- David Suchet como Stansfield.
- Navid Negahban como Behurz.
- Scott Adkins como Victor.
- Charlotte Vega como Katrina Harper.

## Producción

### Preproducción
En 2008, CBS Films adquirió los derechos de la saga escrita por Vince Flynn sobre el personaje de Mitch Rapp. Inicialmente, Consent to Kill preveía ser la primera novela a adaptarse. Dado los problemas financieros del estudio por el bajo rendimiento de sus películas en ese año, la producción fue retrasada. Posteriormente, se decidió que American Assassin fuese la primera adaptación dado que mostraba los inicios del personaje. En febrero de 2012, Jeffrey Nachmanoff reemplazó a Ed Zwick como director del filme, mientras que Mike Finch reemplazó a Jonathan Lemkin como guionista. Un año más tarde, en marzo de 2016, hubo otro cambio y finalmente fueron Michael Cuesta y Stephen Schiff quienes fueron anunciados como director y guionista, respectivamente. Tras la muerte de Vince Flynn en 2013, el Estado comenzó a reclamar los derechos de los libros, por lo que la producción debió iniciar el 30 de abril de 2016.

### Castingy rodaje
El 10 de octubre de 2012, el papel principal de Mitch Rapp le fue ofrecido al actor australiano Chris Hemsworth por la suma de 10 millones de dólares, pero un mes más tarde, anunció que debió declinar la oferta debido a problemas de agenda. En marzo de 2016, Michael Keaton fue el primero en unirse al elenco con el papel de Stan Hurley, mentor del protagonista. No fue hasta mayo de ese año que fue revelado que Dylan O'Brien había recibido el papel principal tras varios meses de negociaciones. En agosto, Taylor Kitsch se unió al elenco, y un mes más tarde, Shiva Negar y Sanaa Lathan.
El rodaje de la película se llevó a cabo entre septiembre y diciembre de 2016, principalmente en Londres (Reino Unido), Roma (Italia) y la Provincia de Phuket (Tailandia), además de que algunas tomas se grabaron en Valletta (Malta) y Birmingham (Reino Unido).

## Recepción

### Respuesta crítica
En general, American Assassin contó con reseñas negativas de parte de los críticos. En Rotten Tomatoes, tuvo un índice de aprobación del 34% basado en la opinión de 146 expertos, mientras que en Metacritic tuvo un total de 45 puntos de 100 sobre la base de 30 reseñas. Jamie Righetti de IndieWire criticó la película por seguir la «típica fórmula de los thrillers de espionaje» donde «ofrecen acción rápida sin sentido». Anna Smith de Time Out le dio dos estrellas de cinco y aseguró que American Assassin falla en hacer interesantes sus personajes, y que, por el contrario, ofrece un protagonista racista y para nada agradable de ver. Soren Anderson de Seattle Times coincidió con los comentarios y afirmó que la actuación de Dylan O'Brien carece de energía, lo que llevó a que el personaje protagónico fuese simplón. Michael Phillips de Chicago Tribune le dio 1.5 puntos de 4 y comentó que aunque puede llegar a satisfacer al público básico de acción, American Assassin carece de cualquier momento memorable que la haga disfrutable.
No obstante, algunos expertos fueron más receptivos con la película y ofrecieron reseñas positivas. Allen Salkin del diario New York Daily News  dijo que es «divertida de ver» y la comparó favorablemente con los filmes de la franquicia de James Bond. Asimismo, Sandy Cohen de Associated Press sostuvo que a pesar de los huecos en la trama, American Assassin compensa sus malos elementos con escenas cargadas de acción y montajes espectaculares. Igualmente, pese a que O'Brien fue criticado por algunos, otros expertos discreparon y alabaron su actuación. Johnny Oleksinski de The New York Post afirmó que la selección del actor para el rol protagónico fue acertada, ya que su personalidad se adapta a la del personaje; joven, introvertido y encantador. Además, Peter Travers de Rolling Stone aclamó la dinámica entre O'Brien y Michael Keaton, asegurando que ambos «hacen que las explosiones de acción se vean frescas», a pesar de la carencia de lógica a lo largo del filme.

### Recibimiento comercial
American Assassin ha recaudado un total de $66 167 951, divididos en $36 249 674 en los Estados Unidos y $29 918 277 en el resto del mundo. Durante su primer fin de semana en los Estados Unidos, la película debutó en la segunda posición de la taquilla con una recaudación de 14.8 millones de dólares tras ser proyectada en 3154 teatros. Expertos lo consideraron como un debut decente teniendo en cuenta su mala recepción crítica y que dicha semana tuvo como principal competencia a dos filmes también clasificados para mayores de 18.